# Захедан
Захедан (перс. زاهدان) — місто в Ірані, адміністративний центр провінції Систан і Белуджистан. Розташоване у південно-східій частині країни біля кордону з Пакистаном і Афганістаном. Населення — 580 тисяч чоловік (2005).

## Географія
Захедан розташований поруч з Пакистаном і Афганістаном, за 41 км на південь від точки сходження кордонів трьох країн, на висоті 1352 метрів над рівнем моря і на відстані 1605 км від іранської столиці Тегерана.

### Клімат
Місто знаходиться у зоні, котра характеризується кліматом тропічних пустель. Найтепліший місяць — липень із середньою температурою 30.6 °C (87 °F). Найхолодніший місяць — січень, із середньою температурою 6.7 °С (44 °F).
| Клімат Захедана         | Клімат Захедана | Клімат Захедана | Клімат Захедана | Клімат Захедана | Клімат Захедана | Клімат Захедана | Клімат Захедана | Клімат Захедана | Клімат Захедана | Клімат Захедана | Клімат Захедана | Клімат Захедана | Клімат Захедана |
| Показник                | Січ.            | Лют.            | Бер.            | Квіт.           | Трав.           | Черв.           | Лип.            | Серп.           | Вер.            | Жовт.           | Лист.           | Груд.           | Рік             |
| Абсолютний максимум, °C | 23              | 27              | 31              | 36              | 38              | 42              | 41              | 40              | 38              | 32              | 28              | 27              | 42              |
| Середній максимум, °C   | 11              | 14              | 20              | 26              | 30              | 34              | 35              | 33              | 30              | 25              | 18              | 14              | 25              |
| Середня температура, °C | 6               | 10              | 15              | 21              | 25              | 30              | 30              | 28              | 23              | 19              | 13              | 10              | 20              |
| Середній мінімум, °C    | 2               | 5               | 10              | 16              | 20              | 24              | 26              | 22              | 17              | 12              | 7               | 5               | 14              |
| Абсолютний мінімум, °C  | −20             | −8              | −8              | 0               | 3               | 6               | 11              | 12              | 2               | −2              | −6              | −11             | −20             |
| Днів з дощем            | 2               | 3               | 3               | 2               | 2               | 0               | 0               | 1               | 1               | 2               | 1               | 2               | 19              |
| Днів зі снігом          | 1               | 0               | 0               | 0               | 0               | 0               | 0               | 0               | 0               | 0               | 0               | 0               | 1               |
| ----------------------- | --------------- | --------------- | --------------- | --------------- | --------------- | --------------- | --------------- | --------------- | --------------- | --------------- | --------------- | --------------- | --------------- |
| Джерело: Weatherbase    |                 |                 |                 |                 |                 |                 |                 |                 |                 |                 |                 |                 |                 |

## Освіта

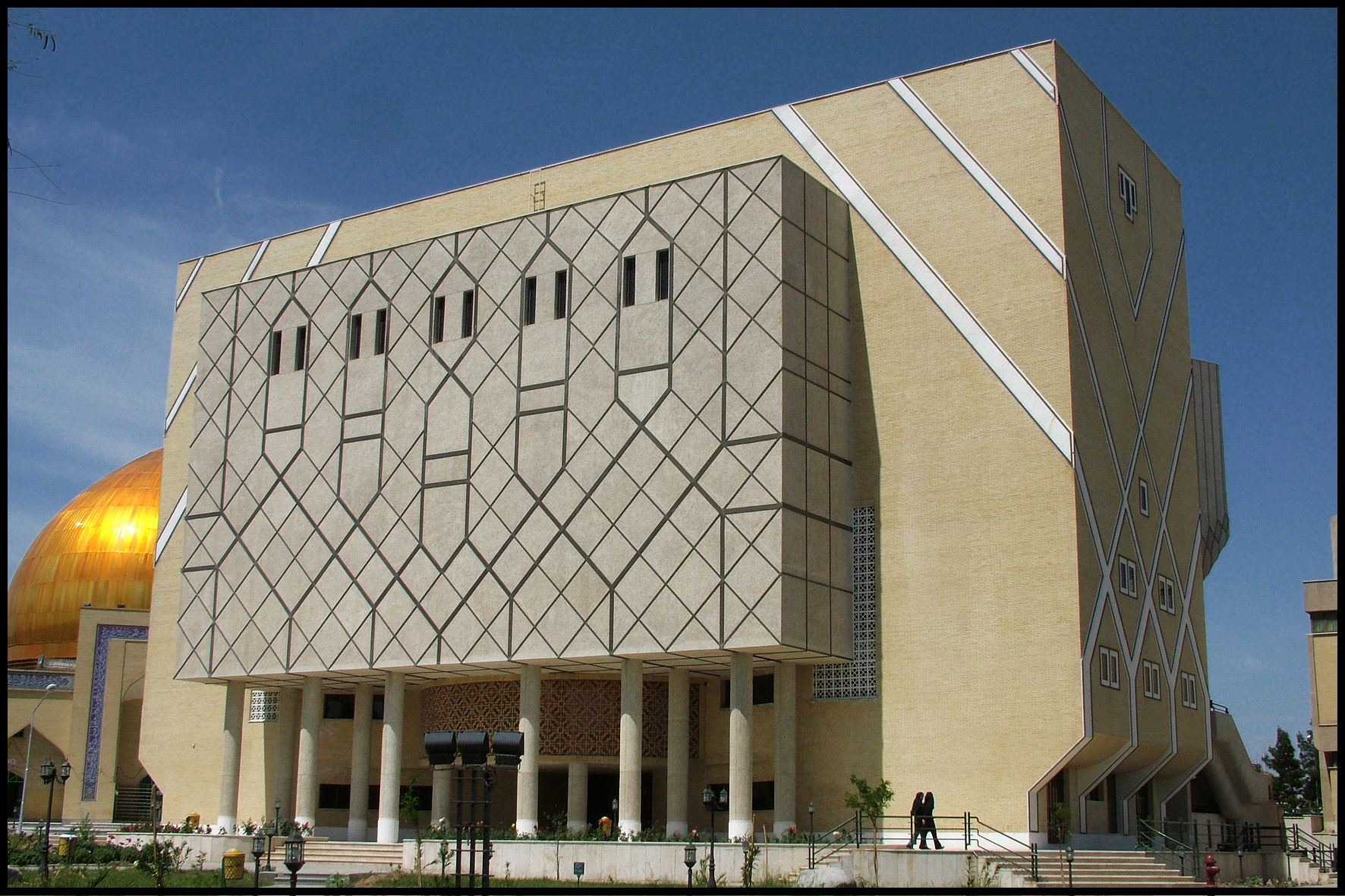
Університет Систана і Белуджистану

У Захедані знаходиться Ісламський університет Азад, Захеданський університет медичних наук і Університет Систана і Белуджистану. Крім того, у Захедані знаходиться найбільша сунітська семінарія Jamiah Darul Uloom Zahedan. Є й інші релігійні школи сунітського напрямку в місті та районі.

## Спорт
У квітні 2008 року за 70 млрд IRR у Захедані було побудовано стадіон місткістю 15 тис. чоловік. Він був відкритий 18 квітня 2008 року товариським матчем з футболу між Honarmandan з місцевою командою.

## Уродженці
- Мохаммад Джафар Камбузія (* 1960) — іранський шахіст, віце-голова Міжнародної шахової федерації

## Галерея

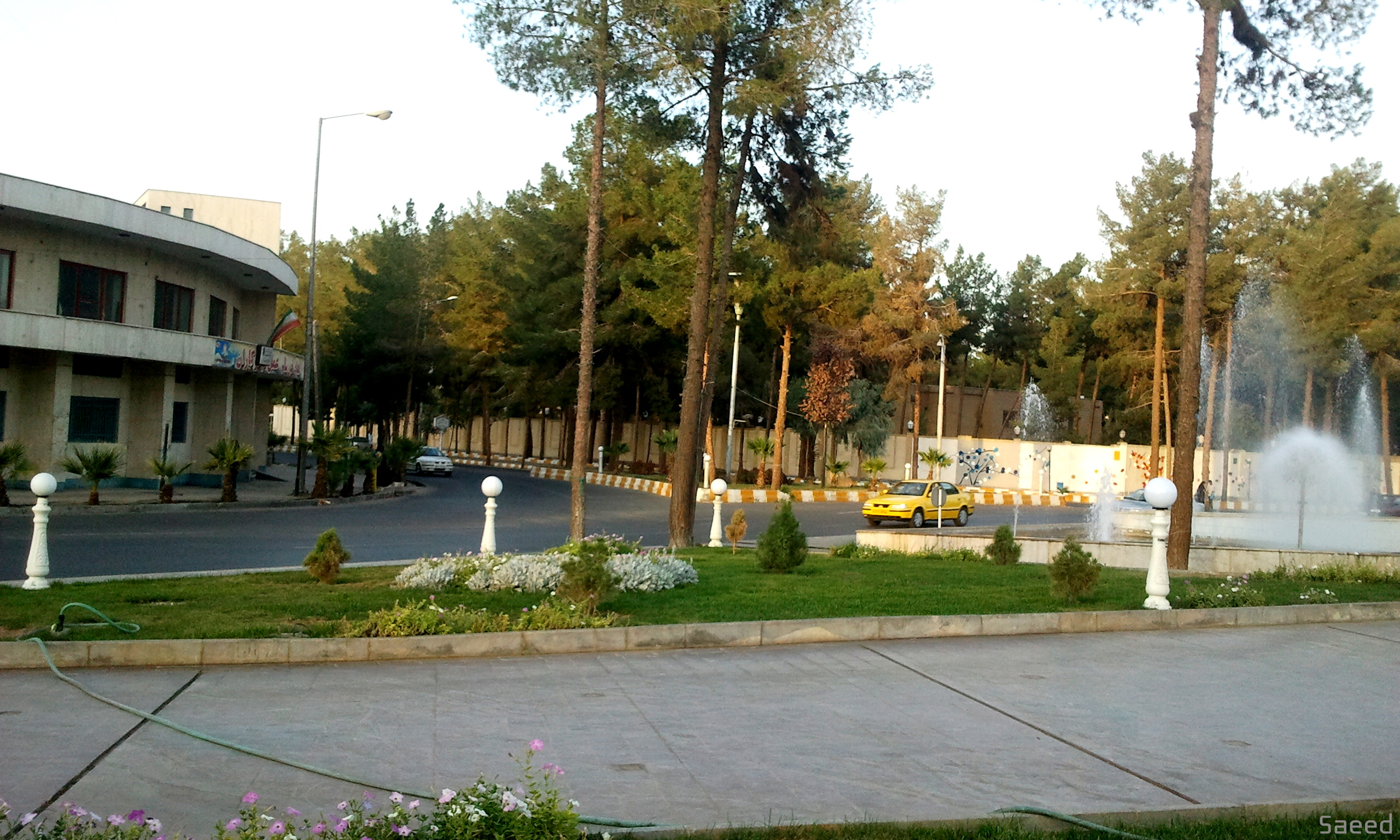
Вулиця у Захедані
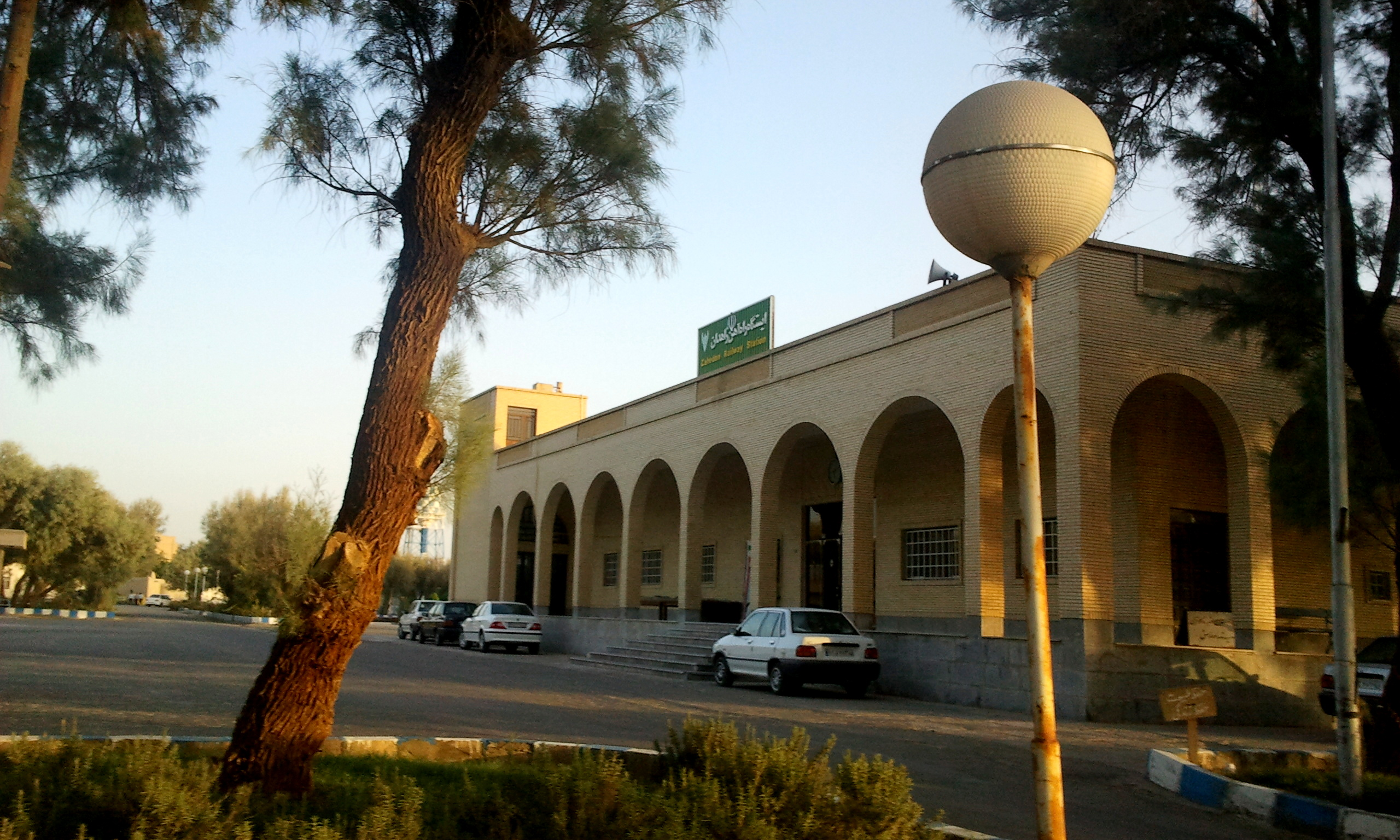
Залізничний вокзал
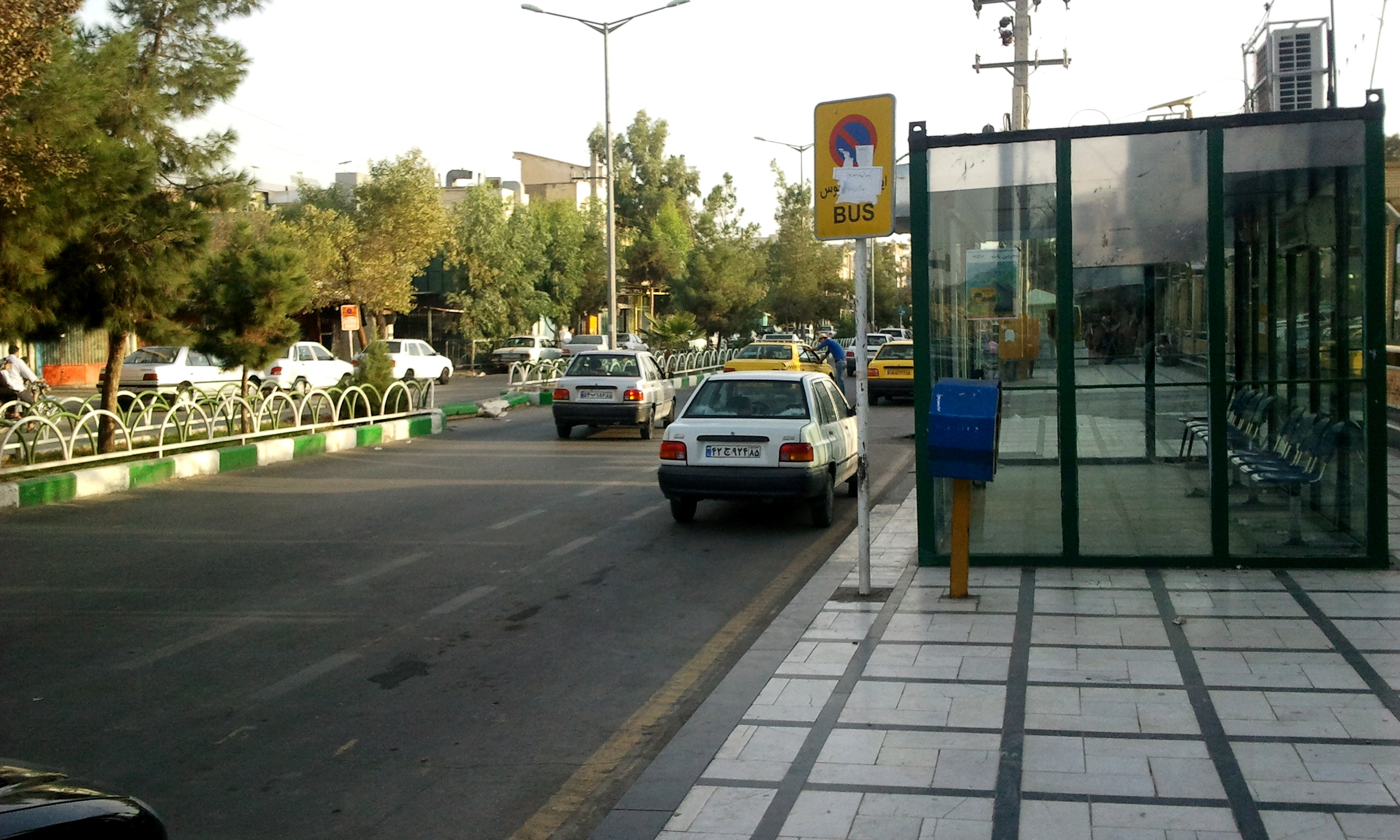
Зупинка автобуса
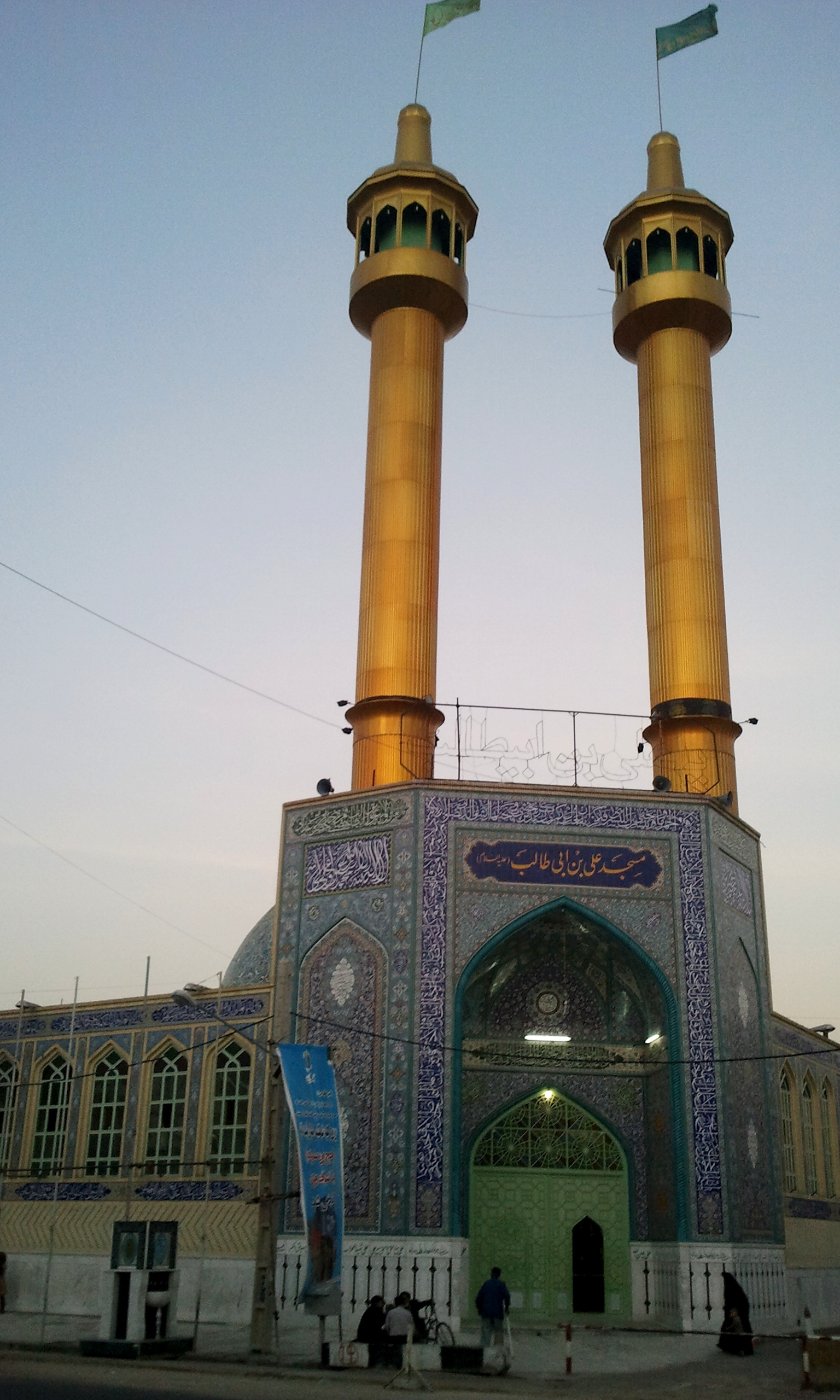
Мечеть Алі ібн Абі Таліб